# Acrocercops acanthidias
Acrocercops acanthidias är en fjärilsart som beskrevs av Edward Meyrick 1934. Acrocercops acanthidias ingår i släktet Acrocercops och familjen styltmalar. Inga underarter finns listade i Catalogue of Life.